# 컬럼비아 대학교 저널리즘 대학원
컬럼비아 대학교 저널리즘 대학원(Columbia University Graduate School of Journalism)은 뉴욕 모닝사이드하이츠 캠퍼스 풀리처 홀에 위치한 대학원이다.
1912년 조지프 퓰리처에 의해 설립된 컬럼비아 저널리즘 스쿨은 세계에서 가장 오래된 저널리즘 학교들 가운데 한 곳이며 아이비 리그에 속하는 유일한 저널리즘 학교이다. 4개의 대학원 프로그램을 제공한다.